# Санне (Франция)
Санне́ (фр. Saonnet) — коммуна во Франции, находится в регионе Нижняя Нормандия. Департамент коммуны — Кальвадос. Входит в состав кантона Тревьер. Округ коммуны — Байё.
Код INSEE коммуны — 14668.

## Население
Население коммуны на 2010 год составляло 253 человека.
| 1962 | 1968 | 1975 | 1982 | 1990 | 1999 | 2010 |
| ---- | ---- | ---- | ---- | ---- | ---- | ---- |
| 201  | 167  | 165  | 155  | 177  | 169  | 253  |

## Экономика
В 2010 году среди 167 человек трудоспособного возраста (15—64 лет) 128 были экономически активными, 39 — неактивными (показатель активности — 76,6 %, в 1999 году было 60,9 %). Из 128 активных жителей работали 120 человек (66 мужчин и 54 женщины), безработных было 8 (2 мужчин и 6 женщин). Среди 39 неактивных 12 человек были учениками или студентами, 20 — пенсионерами, 7 были неактивными по другим причинам.